# Marmaduke (nome)
Marmaduke  è un nome proprio di persona inglese maschile.

## Origine e diffusione
Potrebbe essere derivato dall'irlandese antico Máel Máedóc, che significa "discepolo di san Máedóc"; simili per origine sono i nomi Malcolm e Maoilios.
Il nome, che ha ora scarsa diffusione, era tradizionalmente usato nella regione dello Yorkshire.

## Onomastico
L'onomastico si può festeggiare il 2 novembre in memoria di san Malachia, il cui nome originale era Máel Máedóc, vescovo di Armagh nel XII secolo. Un beato con questo nome, Marmaduke Bowes, martire con Ugone Taylor a York, è commemorato il 26 novembre.

## Persone

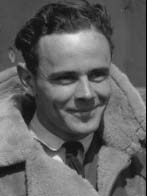
Marmaduke Pattle

- Marmaduke Pattle, militare e aviatore sudafricano
- Marmaduke Tunstall, ornitologo, botanico e naturalista britannico
- Marmaduke Wetherell, attore, sceneggiatore, regista e cacciatore britannico
- Marmaduke Wyvill, politico e scacchista inglese

## Il nome nelle arti
- Marmaduke è il nome originale in inglese di Sansone, il protagonista dell'omonimo fumetto.
- Marmaduke è il nome del cane di San Bernardo appartenente a Paperino, che compare in alcune storie Disney.
- Lord Marmaduke è un personaggio del romanzo di Victor Hugo L'uomo che ride.
- Marmaduke Brooker è un personaggio della serie televisiva Carpoolers.
- Robert Marmaduke Hightower è un personaggio del film del 1948 In nome di Dio, diretto da John Ford.
- Marmaduke Paradine è un personaggio del film del 1948 Vice versa, diretto da Peter Ustinov.
- Marmaduke Ruggles è un personaggio del film del 1935 Il maggiordomo, diretto da Leo McCarey.
- Marmaduke Scarlet è un personaggio del film del 2008 Moonacre - I segreti dell'ultima luna, diretto da Gábor Csupó.
- Marmaduke Smythe è un personaggio del film del 1915 The Diamond from the Sky, diretto da Jacques Jaccard e William Desmond Taylor.
- Marmaduke Temple è un personaggio del romanzo di James Fenimore Cooper I pionieri.